# Erland Samuel Bring
Erland Samuel Bring (n. 19 august 1736 - d. 20 mai 1798, Lund) a fost un matematician suedez.
Este cunoscut prin descoperirea sa, în 1736, relativ la metoda de reducere a ecuației de gradul al V-lea, prin transformarea lui Tschirnhaus la forma:
{\displaystyle x^{5}-ax+b=0.\!}
Mai târziu, abia în 1858, Charles Hermite a reușit să rezolve această ecuație și aceasta cu ajutorul funcțiilor eliptice.

## Cariera academică
Bring a studiat între 1750-1757 științele juridice la Universitatea din Lund. Ulterior a ținut cursuri de istorie la Universitatea din Lund, concomitent cu cercetările sale în domeniul matematicii. În anul 1790 a fost rectorul universității.
1. 1 2  MacTutor History of Mathematics archive, accesat în 22 august 2017
2. 1 2 3 4 5 6 7  Erland Samuel Bring (în suedeză), Svenskt biografiskt lexikon
3. 1 2 3 4 5  MacTutor History of Mathematics archive
4. 1 2  Bring, släkt (în suedeză)